# Plummer (Idaho)
Plummer è una città degli Stati Uniti d'America, situata nello Stato dell'Idaho, nella Contea di Benewah.